# Jeanne Sagan
Jeanne Sagan (Springfield, Massachusetts, 11 de enero de 1979) es la bajista y corista de la banda de heavy metal Crossing Rubicon, pero es más conocida por haber sido la bajista y corista de la banda de metalcore All That Remains. Antes de unirse a All That Remains también fue bajista de The Acacia Strain. En un principio trabajó para Prosthetic Records, y en 2006 fue invitada a unirse All That Remains después que el bajista Matt Deis dejara la banda. Jeanne toca el bajo Ibanez Soundgear con EMG 35DC pastillas activas, y Ampeg amplificadores de bajo SVT. En el vídeo musical 'Hold On' la canción del álbum 'For We Are Many, Jeanne se le puede ver tocando una ARTB100 Ibanez, que también ha comenzado a tocar este bajo en directo, como se ha visto en los últimos conciertos en vivo.